# روبرت غوردون
اللواء روبرت دنكان سيتون غوردون (بالإنجليزية: Robert Duncan Seaton Gordon)‏ (ولد في 23 نوفمبر 1950) ضابط سابق في الجيش البريطاني الذي قاد القسم الثاني.

## المسيرة العسكرية
تم تعليمه في كلية ويلينغتون وكلية سانت كاثارين في كامبريدج. عين غوردون في شعبة الرماح 17/21 في عام 1970 وشهد بعد ذلك الخدمة التشغيلية في قبرص وايرلندا الشمالية. كان قائدا لفوجه في عام 1990 وشارك في الخدمة في حرب الخليج الثانية. شغل منصب أمين لجنة رؤساء الأركان في وزارة الدفاع في عام 1992 وقائد اللواء الميكانيكي التاسع عشر في عام 1994 ثم قاد القطاع الجنوبي الغربي خلال حرب البوسنة والهرسك. عين مديرا للعلاقات العامة للجيش بوزارة الدفاع في عام 1997 وهو ضابط عام قائد للشعبة الثانية في عام 1999 (أصبح أيضا حاكما لقلعة ادنبره في عام 2000) وقائد قوة بعثة الأمم المتحدة في إثيوبيا وإريتريا في أكتوبر 2002 قبل تقاعده في عام 2005.
بعد التقاعد أصبح مستشارا وكذلك عضو مجلس أمناء مؤسسة كوهيما التعليمية.

## العائلة
متزوج من جينا ولديهما ابنان.